# FC Inter Milán
Football Club Internazionale Milano, zkráceně Inter je italský fotbalový klub hrající v sezóně 2025/26 v 1. italské fotbalové lize sídlící ve městě Milán, v regionu Lombardie.
Klub byl založen 9. března 1908 v restauraci „Orologio“ v Miláně z podnětu skupiny členů z klubu AC Milán. Ti byli proti zákazu náboru hráčů cizí státní příslušnosti. Proto nazvali klub Internazionale (mezinárodní). Giorgio Muggiani, jeden ze 44 zakladatelů nového klubu, si vybral barvy, které by charakterizovaly logo klubu: černá a modrá. Dva roky po založení, v sezóně 1909/10 poráží ve finále Pro Vercelli 10:3 a stává se poprvé mistrem. Další titul získávají po válce a to v sezoně 1919/20. Poráží klub z Livorna 3:2. V roce 1928 byl klub nucen z politických důvodů, aby splnila směrnice fašistického režimu, sloučit se s klubem US Milanese a změnit její název na Società Sportiva Ambrosiana. Dokonce si museli změnit barvy na červenou a bílou (jen na jednu sezonu). V sezoně 1929/30 klub vyhrál o dva body před Janovem svůj třetí titul. Před sezonou 1931/32 z podnětu prezidenta Pozzaniho znovu změnil název a stal se známým jako Ambrosiana-Inter. Do konce druhé války klub získal ještě dva tituly (1937/38 a 1939/40) a jeden pohár (1938/39). Na evropské scéně nejdál došel v ročníku 1936 do semifinále když prohrál oba své zápasy s československým klubem Sparta Praha.
Po druhé válce se klub vrátil k názvu FC Internazionale a na další titul musel čekat do sezony 1952/53 díky trenéru Fonimu. Také se podařilo jej obhájit. V roce 1955 klub koupí ropný průmyslník Angelo Moratti, který se po špatných výsledcích, rozhodl v sezóně 1960/61 najmout trenéra klubu FC Barcelona Herreru. To byl začátek eposu Grande Inter, legendární formace, která během čtyř let získala tři tituly (1962/63, 1964/65 a 1965/66), dva poháry PMEZ (1963/64 a 1964/65) a dvě trofeje Interkontinentální poháru (1964 a 1965). Angelo Moratti opustil klub v roce 1968 předal štafetu Fraizzolimu.
Za období prezidenta Fraizzoli a to do roku 1984 klub získal dva tituly (1970/71 a 1979/80) a dva poháry (1977/78 a 1981/82). Klub prodává podnikateli Pellegrinimu za zhruba 10 miliard lir 8. ledna 1984. Nový majitel se rozhodl koupit ve svém období německé fotbalisty jako Rummeniggeho (přišel 1984), Matthäuse (přišel 1988), Klinsmanna (přišel 1989) a Brehmeho (přišel 1988). Klub se dočkal titulu s trenérem Trapattonim (přišel z Juventusu 1986) až v sezoně 1988/89, když jej vyhrál o 11 bodů. Své největší úspěchy pod prezidentem Pellegrinim byli vítězství ve finále poháru UEFA v sezonách (1990/91 a 1993/94).
V roce 1995 nastal zlom v historii klubu, když se novým majitelem stal Massimo Moratti (syn Angela Morattiho). Nicméně i přes obrovské investice do klubu, mu dává malou spokojenost, s výjimkou vítězství v poháru UEFA v sezoně (1997/98). Na další vítězství v nejvyšší lize si klub musel počkat do sezony 2005/06. Titul získává pod trenérem Mancinim (klub vede od sezony 2004/05 do 2007/08). Za jeho trénování získává klub ještě dva tituly a dva poháry (2004/05 a 2005/06). Na evropské scéně nejdál došel v ročníku 2004/05 a 2005/06 a to do čtvrtfinále Ligy mistrů.
Až příchod trenéra Mourinha se klub dostal do finále Ligy mistrů. Bylo to v ročníku 2009/10 a porazil v něm klub FC Bayern Mnichov 2:0. Klub v nejvyšší lize v sezoně 2009/10 získává již pátý titul po sobě a dokáže vyhrát i italský pohár, italský superpohár. A získává tak „treble“. To se nikomu nepodařilo získat v jednom ročníku v lize. Poslední trofej získává klub na konci roku 2010 na turnaji MS klubů.
Massimo Moratti po 18 letech klub v roce 2013 prodává indonéském podnikateli Thohiru. Jenže i ten ji prodal v roce 2016 čínskému podnikateli Zhang Jindong. Ten vlastní většinový podíl akcií.
V nejvyšší soutěži hraje od založení klubu, celkem 110 sezon. Ještě nikdy nesestoupil z ligy. Nejhoršího umístění dosáhl v sezoně 1993/94 (13. místo).

## Změny názvu klubu
- - 1908/09 – 1927/28 – FC Inter (Football Club Internazionale)
  - 1928/29 – SS Ambrosiana (Società Sportiva Ambrosiana)
  - 1929/30 – 1930/31 – AS Ambrosiana (Associazione Sportiva Ambrosiana)
  - 1931/32 – 1944/45 – AS Ambrosiana-Inter (Associazione Sportiva Ambrosiana-Inter)
  - 1945/46 – 1966/67 – FC Inter (Football Club Internazionale)
  - 1967/68 – FC Inter Milán (Football Club Internazionale Milano)

## Získané trofeje

### Vyhrané domácí soutěže
- Serie A ( 20× )

1909/10, 1919/20, 1929/30, 1937/38, 1939/40, 1952/53, 1953/54, 1962/63, 1964/65, 1965/66, 1970/71, 1979/80, 1988/89, 2005/06, 2006/07, 2007/08, 2008/09, 2009/10, 2020/21, 2023/24
- Italský pohár ( 9× )

1938/39, 1977/78, 1981/82, 2004/05, 2005/06, 2009/10, 2010/11, 2021/22,  2022/23
- Italský superpohár ( 7× )

1989, 2005, 2006, 2008, 2010, 2021, 2022, 2023

### Vyhrané mezinárodní soutěže
- Liga mistrů ( 3× )

1963/64, 1964/65, 2009/10
- Evropská liga ( 3× )

1990/91, 1993/94, 1997/98
- Interkontinentální pohár ( 2× )

1964, 1965
- MS klubů ( 1× )

2010

#### Medailové umístění
| Medaile umístění         | Sezona |
| ------------------------ | --- |
| Serie A                  | 1909/10, 1919/20, 1929/30, 1937/38, 1939/40, 1952/53, 1953/54, 1962/63, 1964/65, 1965/66, 1970/71, 1979/80, 1988/89, 2005/06, 2006/07, 2007/08, 2008/09, 2009/10, 2020/21, 2023/24 |
| Serie A                  | 1932/33, 1933/34, 1934/35, 1940/41, 1948/49, 1950/51, 1961/62, 1963/64, 1966/67, 1969/70, 1992/93, 1997/98, 2002/03, 2010/11, 2019/20, 2021/22, 2024/25                            |
| Serie A                  | 1913/14, 1914/15, 1938/39, 1949/50, 1951/52, 1955/56, 1958/59, 1960/61, 1982/83, 1984/85, 1986/87, 1989/90, 1990/91, 1996/97, 2001/02, 2004/05, 2022/23                            |
| Italský pohár            | 1938/39, 1977/78, 1981/82, 2004/05, 2005/06, 2009/10, 2010/11, 2021/22, 2022/23 |
| Italský pohár            | 1958/59, 1964/65, 1976/77, 1999/00, 2006/07, 2007/08 |
| Italský superpohár       | 1989, 2005, 2006, 2008, 2010, 2021, 2022, 2023 |
| Italský superpohár       | 2000, 2007, 2009, 2011, 2024 |
| Liga mistrů UEFA         | 1963/64, 1964/65, 2009/10 |
| Liga mistrů UEFA         | 1966/67, 1971/72, 2022/23, 2024/25 |
| Evropská liga            | 1990/91, 1993/94, 1997/98 |
| Evropská liga            | 1996/97, 2019/20 |
| Evropský superpohár      | 2010 |
| Interkontinentální pohár | 1964, 1965 |
| MS klubů                 | 2010 |
| Středoevropský pohár     | 1933 |

## Soupiska
Aktuální k 1. 2. 2025
| Číslo |            | Pozice | Hráč                       |
| ----- | ---------- | ------ | -------------------------- |
| 1     | Švýcarsko  | B      | Yann Sommer                |
| 2     | Nizozemsko | O      | Denzel Dumfries            |
| 6     | Nizozemsko | O      | Stefan de Vrij             |
| 7     | Polsko     | Z      | Piotr Zieliński            |
| 8     | Rakousko   | Ú      | Marko Arnautović           |
| 9     | Francie    | Ú      | Marcus Thuram              |
| 10    | Argentina  | Ú      | Lautaro Martínez (kapitán) |
| 11    | Argentina  | Ú      | Joaquín Correa             |
| 12    | Itálie     | B      | Raffaele Di Gennaro        |
| 13    | Španělsko  | B      | Josep Martínez             |
| 15    | Itálie     | O      | Francesco Acerbi           |
| 16    | Itálie     | Z      | Davide Frattesi            |
| 20    | Turecko    | Z      | Hakan Çalhanoğlu           |

| Číslo |          | Pozice | Hráč               |
| ----- | -------- | ------ | ------------------ |
| 21    | Albánie  | Z      | Kristjan Asllani   |
| 22    | Arménie  | Z      | Henrich Mchitarjan |
| 23    | Itálie   | Z      | Nicolò Barella     |
| 28    | Francie  | O      | Benjamin Pavard    |
| 30    | Brazílie | Z      | Carlos Augusto     |
| 31    | Německo  | O      | Yann Aurel Bisseck |
| 32    | Itálie   | O      | Federico Dimarco   |
| 36    | Itálie   | O      | Matteo Darmian     |
| 49    | Itálie   | Ú      | Giacomo De Pieri   |
| 50    | Itálie   | O      | Mike Aidoo         |
| 59    | Polsko   | Z      | Nicola Zalewski    |
| 95    | Itálie   | O      | Alessandro Bastoni |
| 99    | Írán     | Ú      | Mahdí Taremí       |

## Účast v ligách
Klub je jediný v Itálii který nikdy nesestoupil.
| Úroveň soutěže | Název soutěže (nynější název) | První hraná sezona | Poslední hraná sezona | celkem odehraných sezon |
| -------------- | ----------------------------- | ------------------ | --------------------- | ----------------------- |
| 1              | Serie A                       | 1909               | 2025/26               | 110                     |

Historická tabulka Serie A od sezony 1929/30 do 2024/25.
| Celkové místo | Odehraných sezon | Celkem bodů | Celkem zápasů | Celkem výher | Celkem remíz | Celkem proher | Celkové skore |
| ------------- | ---------------- | ----------- | ------------- | ------------ | ------------ | ------------- | ------------- |
| 2             | 93               | 4683        | 3152          | 1597         | 862          | 693           | 5385:3231     |

## Trenéři
K sezoně 2022/2023 vedlo celkem 68 trenérů. Prvním trenérem Nerazzurri se stal Virgilio Fossati v roce 1909, když byl kapitánem mužstva. Prvním profesionální trenérem se stal Brit Bob Spottiswood, který vedl klub v letech 1922 až 1924.
Nejdéle vedeným trenérem je angentinský trenér Helenio Herrera, který strávil na lavičce devět let v letech 1960 až 1968, což je rekord mezi zahraničními trenéry v italském fotbale. Ještě byl na krátko povolán v roce 1973 a se 366 zápasy je rekordmanem klubu. Také získal sedm trofejí (3x titul, 2x pohár PMEZ a 2x Interkontinentální pohár). Dalším úspěšným trenérem je Roberto Mancini, který také získal sedm trofejí (3x titul, 2x Italský pohár a 2x Italský superpohár).
Do historie klubu se zapsal i José Mourinho, který za dva roky vyhrál 2x titul, Italský pohár a Italský superpohár a především LM, čímž v sezóně 2009/2010 dosáhl tzv. Treble (současně vítězství v lize, národním poháru a Lize mistrů).

## Fotbalisté
Za více než 110 let se za tuto dobu vystřídalo více než 900 fotbalistů ze 38 různých zemí světa.
Jeden z prvních idolů fanoušků Nerazzurri byl Virgilio Fossati a poté Giuseppe Meazza, symbolický hráč 30. let a hnací síla národního týmu. Mezi idoly patřil i Giacinto Facchetti je jeden z nejreprezentativnějších hráčů v celé historii klubu. Také Tarcisio Burgnich, Sandro Mazzola  – vítězové ME 1968, Alessandro Altobelli a Giuseppe Bergomi – vítězové MS 1982, několikanásobný držitel ceny IFFHS Brankář roku Walter Zenga a Marco Materazzi, jediný vítěz z MS 2006.
Mezi zahraniční hráče, kteří v 50. a 60. letech nosili dres Interu, byl Maďar István Nyers, nejlepší zahraniční střelec v historii klubu, Argentinec Antonio Angelillo a Španěl Luis Suárez. Dále zde hráli fotbalisti z Německa:  Lothar Matthäus, Andreas Brehme a Jürgen Klinsmann. Také Brazilec Ronaldo, mistr světa z roku 2002. Youri Djorkaeff vyhrál MS 1998 a posledním vítězem turnaje se stal argentinský Lautaro Martínez v roce 2022.

### Kapitáni
Níže je uveden seznam 26 fotbalistů kteří nosili kapitánskou pásku od začátku sezony. Nejsou zde uvedeni hráči, kteří ji nosili jako zástupci kapitána.